# 야야 다코스타
야야 다코스타(Yaya DaCosta, 1982년 11월 15일 ~ )는 미국의 배우이자 모델이다.

## 출연 작품
- 버틀러